# Jordan EJ14
Chronologie des modèles (2004)
Jordan EJ13 Jordan EJ15
La Jordan EJ14 est la monoplace engagée par l'écurie Jordan Grand Prix lors de la saison 2004 de Formule 1. Elle est pilotée par l'Allemand Nick Heidfeld et l'Italien Giorgio Pantano et les pilotes d'essais sont Robert Doornbos et Timo Glock, qui remplace Pantano pendant quatre Grands Prix.
Avec cette monoplace, l'écurie irlandaise inscrit des points à trois reprises grâce à Heidfeld à Monaco et Glock et Heidfeld lors du Grand Prix du Canada. Pour la première fois depuis la création de l'écurie, aucun pilote ne terminera une course au-delà de la sixième place, en raison d'une monoplace peu fiable et peu performante.
L'écurie ayant par ailleurs des problèmes budgétaires, Giorgo Pantano n'ayant plus les moyens de contribuer financièrement à l'écurie et à la suite de ses mauvais résultats en course, sera remplacé par Timo Glock lors du Grand Prix du Canada et pour les trois derniers Grand Prix de la saison.
À l'issue du championnat, l'écurie termine neuvième du championnat des constructeurs avec cinq points.

## Résultats en championnat du monde de Formule 1

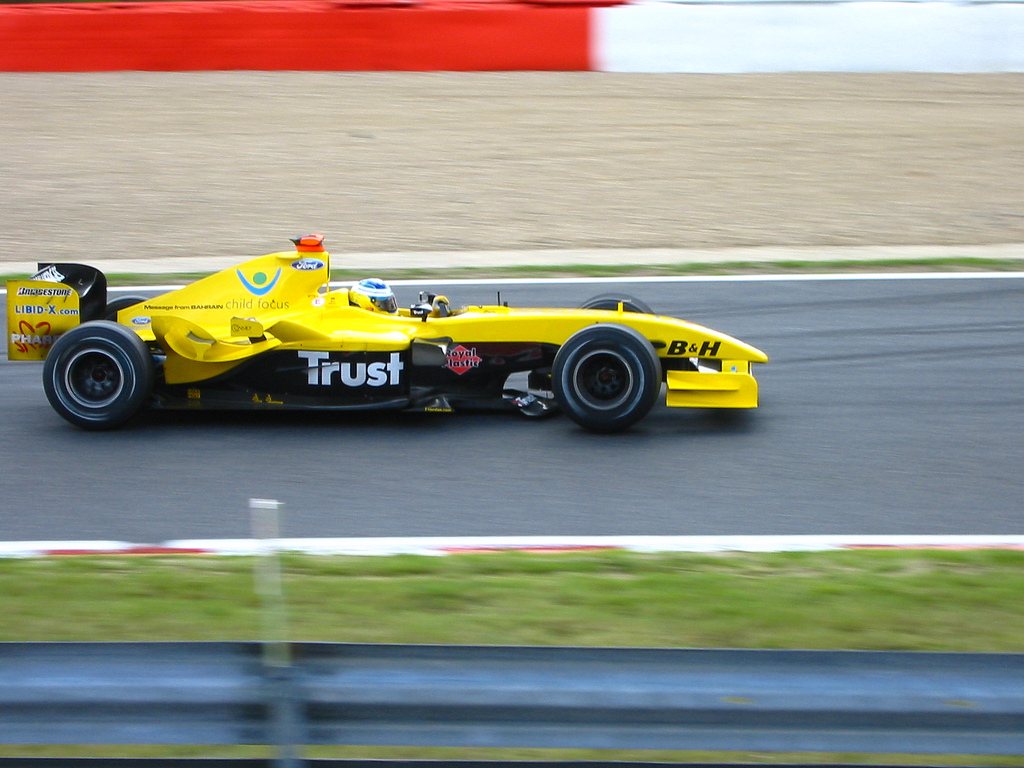
Nick Heidfeld à bord de la Jordan EJ14 lors du Grand Prix de Belgique 2004

| Saison | Écurie      | Moteur                | Pneus       | Pilotes         | Courses | Courses | Courses | Courses | Courses | Courses | Courses | Courses | Courses | Courses | Courses | Courses | Courses | Courses | Courses | Courses | Courses | Courses | Points inscrits | Classement |
| Saison | Écurie      | Moteur                | Pneus       | Pilotes         | 1       | 2       | 3       | 4       | 5       | 6       | 7       | 8       | 9       | 10      | 11      | 12      | 13      | 14      | 15      | 16      | 17      | 18      | Points inscrits | Classement |
| ------ | ----------- | --------------------- | ----------- | --------------- | ------- | ------- | ------- | ------- | ------- | ------- | ------- | ------- | ------- | ------- | ------- | ------- | ------- | ------- | ------- | ------- | ------- | ------- | --------------- | ---------- |
| 2004   | Jordan Ford | Ford-Cosworth RS2 V10 | Bridgestone |                 | AUS     | MAL     | BAH     | SMR     | ESP     | MON     | EUR     | CAN     | USA     | FRA     | GBR     | ALL     | HON     | BEL     | ITA     | CHI     | JAP     | BRÉ     | 5               | 9e         |
| 2004   | Jordan Ford | Ford-Cosworth RS2 V10 | Bridgestone | Nick Heidfeld   | Abd     | Abd     | 15e     | Abd     | Abd     | 7e      | 10e     | 8e      | Abd     | 16e     | 15e     | Abd     | 12e     | 11e     | 14e     | 13e     | 13e     | Abd     | 5               | 9e         |
| 2004   | Jordan Ford | Ford-Cosworth RS2 V10 | Bridgestone | Giorgio Pantano | 14e     | 13e     | 16e     | Abd     | Abd     | Abd     | 13e     |         | Abd     | 17e     | Abd     | 15e     | Abd     | Abd     | Abd     |         |         |         | 5               | 9e         |
| 2004   | Jordan Ford | Ford-Cosworth RS2 V10 | Bridgestone | Timo Glock      |         |         |         |         |         |         |         | 7e      |         |         |         |         |         |         |         | 15e     | 15e     | 15e     | 5               | 9e         |

Légende : ici 